# Xã Stowe Prairie, Quận Todd, Minnesota
Xã Stowe Prairie (tiếng Anh: Stowe Prairie Township) là một xã thuộc quận Todd, tiểu bang Minnesota, Hoa Kỳ. Năm 2010, dân số của xã này là 454 người.